# Erick Walder
Erick Walder (* 5. November 1971 in Mobile) ist ein ehemaliger US-amerikanischer Leichtathlet, der hauptsächlich im Weitsprung antrat.
Sein größter Erfolg war der Gewinn der Silbermedaille bei den Leichtathletik-Weltmeisterschaften 1997 in Athen. Mit einer Weite von 8,38 m sprang er nur vier Zentimeter kürzer als der Sieger, Iván Pedroso aus Kuba. Weitere internationale Medaillen errang Walder bei Leichtathletik-Hallenweltmeisterschaften. Sowohl 1995 in Barcelona als auch 1999 in Maebashi belegte er den dritten Platz.
Walder wurde im Juni 2004 bei einer Dopingkontrolle positiv auf Amphetamin und Methamphetamin getestet, woraufhin er eine zweijährige Wettkampfsperre erhielt. Er ist 1,86 m groß und hatte ein Wettkampfgewicht von 80 kg.

## Bestleistungen
- Weitsprung: 8,74 m, 2. April 1994, El Paso
  - Halle: 8,43 m, 11. März 1994, Indianapolis
- Dreisprung: 17,12 m, 2. April 1994, El Paso
  - Halle: 17,24 m, 12. März 1994, Indianapolis